# Le sei pietre sacre
  Le sei pietre sacre (The Six Sacred Stones) è un romanzo di Matthew Reilly del 2007.

## Edizioni
- Matthew Reilly, Le sei pietre sacre, Editrice Nord, 2007, ISBN 978-88-429-1559-1.